# Frunză (Slobozia)
Frunză (in russo Фрунзе)  è un comune della Moldavia controllato dalla autoproclamata repubblica di Transnistria. È compreso nel distretto di Slobozia.

## Località
Il comune è formato dall'insieme delle seguenti località (nome in russo):
- Frunză (Фрунзе)
- Andriaşevca Nouă (Новая Андрияшевка)
- Andriaşevca Veche (Старая Андрияшевка)
- Novocotovsc (Ново-Котовск)
- Priozernoe (Приозерное)
- Uiutnoe (Уютное)
- Novosaviţcaia staţia (Станция Новосавицкая).